# Acid pyroligenơ
Axít piroligenơ hay dấm gỗ là một dung dịch màu sậm, sản xuất từ quá trình cacbon hóa tụ nhiên khi gỗ được nung nóng trong điều kiện kị khí để hình thành than gỗ.

## Thành phần hóa học
Công thức hóa học chính của Axít piroligenơ là axít axetic, axetôn và methanol. Nó từng được dùng như là một nguyên liệu sản xuất axít axetic. Đồng thời, dấm gỗ thường bao hàm 80-90 phần trăm nước cùng với 200 hợp chất hữu cơ.
Trong cuộc Nội chiến Hoa Kỳ (1861-65), các đầu bếp thuộc Hiệp bang miền Nam thường sử dụng dấm gỗ để thay thế cho nguồn muối ăn khan hiếm trong việc bảo quản thịt cá, tuy nhiên dấm gỗ không tỏ ra hiệu quả bằng.